# Arne L. Hansen
Arne Lundsteen Hansen (født 3. september 1921 i København - død 3. august 2009 i Espergærde) var en dansk maler, keramiker og grafiker.
Han var elev af maleren Bizzie Høyer i årene 1936-38 og fulgte derefter periodevist undervisningen på Kunstakademiet frem til 1945, samme år hvor han debuterede på Charlottenborgs Forårsudstilling. I 1950 blev Hansen medlem af Vrå-udstillingen og var desuden medlem af Grønningen 1960-71. Han har lavet udsmykninger og kirkeinventar til kirkerne i bl.a. Hobro, Skagen, Hulsig, Mørdrup, Østervrå, Bindslev med flere. Dertil kommer udsmykningsopgaver til en række rådhuse, skoler og industrivirksomheder i Danmark.
Gennem det meste af sin karriere boede og arbejdede Hansen i Espergærde, men fik fra 1960'erne og frem sommerophold i Skagen.
Han er repræsenteret i samlingerne på Vendsyssel Kunstmuseum, Kunsten, Museum Salling, Kunstbygningen i Vrå, Engelundsamlingen,
Randers Kunstmuseum samt på Kunstetagerne i Hobro. 